# 小林栄次 (俳優)
小林 栄次（こばやし えいじ）は、日本の元俳優。

## 出演作品

### 映画
- “BLOW THE NIGHT!” 夜をぶっとばせ（1983年、ジョイパックフィルム） - 木戸尚也 役

### テレビドラマ
- 土曜グランド劇場「天まであがれ!2」（1983年、日本テレビ）
- ザ・サスペンス「狙われた女教師」（1984年8月11日、TBS） - 黒田 役
- 転校少女Y（1984年、TBS） - 長沢洋一 役
- 土曜ワイド劇場「処刑教師」（1984年9月29日、テレビ朝日）
- 赤い秘密（1985年、TBS）
- ヤヌスの鏡（1985年 - 1986年、フジテレビ） - 征木良介 役
- 特捜最前線 第466回「木曜日の暴行魔！疑惑の単身警官待機寮」（1986年5月15日、テレビ朝日）
- スケバン刑事III 少女忍法帖伝奇（1986年 - 1987年、フジテレビ） - 山田熊之介 役
- 花のあすか組! 第7話「ファーストキス!!」（1988年5月30日、フジテレビ） - 郷田勇三 役

### バラエティ
- 天才・たけしの元気が出るテレビ!!（日本テレビ） - 呂明賜のソックリさん